# Gaelic Athletic Association
De Gaelic Athletic Association (Cumann Luthchleas Gael), of GAA, is een organisatie die als doel heeft Ierse sport te promoten. Voornamelijk gaat het dan om gaelic football, hurling, camogie en rounders, alhoewel het ook Ierse muziek, dans en taal promoot. 

## Oprichting van de GAA
De man die direct betrokken was bij de oprichting van de GAA was Michael Cusack, een man uit Clare. Hij werd geboren in 1847, en was leraar in het Blackrock College. In 1877 zette hij zijn eigen school op, de Civil Service Academy, om studenten voor te bereiden op examens voor de Britse ambtenarij. De school stond bekend als Cusack's academy, en de studenten waren erg succesvol, met als resultaat dat hij steeds meer en meer studenten kreeg. Studenten werden aangemoedigd allerlei fysieke oefeningen te doen, en omdat Cusack ontevreden was over de lage standaard in specifiek de Ierse sporten (en ook de Ierse taal), zette hij op 1 november 1884 in Thurles, Tipperary een club op om dit tegen te gaan. Dit werd de GAA. 
Binnen een paar weken na de oprichting van de vereniging kreeg ze de ondersteuning van aartsbisschop Croke van Cashel (naar wie later het Croke Park stadion werd vernoemd), die daarna de eerste beschermheer van de vereniging werd. Andere beschermheren waren onder andere zowel Davitt als Parnell. Alhoewel Cusack geen gemakkelijke man was in de omgang was hij erg goed in het organiseren. Maar hij bleef niet lang voorzitter; 18 maanden na de oprichting werd hij gedwongen af te treden omdat hij de boeken niet had ingeleverd voor een audit. Aartsbisschop Croke introduceerde ook een nieuwe regel: het werd leden van de GAA verboden om aan buitenlandse en fantastische sporten mee te doen, zoals tennis, polo en croquet.

## Doel van de GAA
1. Om de teloorgang van nationale, traditionele sporten tegen te gaan.
2. Om sport mogelijk te maken voor alle sociale klassen.
3. Om een organisatie mogelijk te maken van hurling en gaelic football wedstrijden tussen verschillende counties.

## GAA in de 21e eeuw
De GAA is de grootste sportorganisatie in Ierland. De GAA heeft meer dan 3000 clubs onder zich, en heeft ongeveer 500 velden in beheer in Ierland.

## Belangrijke stadions
- Croke Park
- Semple Stadium
- Páirc Uí Chaoimh
- Nolan Park
- Casement Park